# Grewia aldabrensis
Espèce
Synonymes
- Grewia aldabrensis Baker[2]
- Grewia picta var. picta[2]

Statut de conservation UICN

 VU D2 : Vulnérable
Grewia aldabrensis est une espèce de plantes de la famille des Malvaceae.

## Publication originale
- Bulletin of Miscellaneous Information, Royal Gardens, Kew 1894: 147. 1894.